# Esqui alpino nos Jogos Paralímpicos de Inverno de 2010 - Slalom gigante feminino
As competições femininas do slalom gigante do esqui alpino nos Jogos Paraolímpicos de Inverno de 2010 foram disputadas no Whistler Creekside entre 16 e 17 de março.

## Medalhistas
| Medalha | Atletas sentadas    | Atletas em pé            | Deficientes visuais    |
| ------- | ------------------- | ------------------------ | ---------------------- |
| Ouro    | USA Alana Nichols   | CAN Lauren Woolstencroft | SVK Henrieta Farkasova |
| Prata   | USA Stephani Victor | GER Andrea Rothfuss      | AUT Sabine Gasteiger   |
| Bronze  | JPN Kuniko Obinata  | SVK Petra Smarzova       | CAN Viviane Forest     |

## Agenda
| Dia         | Horário (UTC-8) | Categoria           | Descida |
| ----------- | --------------- | ------------------- | ------- |
| 16 de março | 10:00           | Deficientes visuais | 1ª      |
| 16 de março | 10:20           | Atletas sentadas    | 1ª      |
| 16 de março | 13:45           | Deficientes visuais | 2ª      |
| 16 de março | 14:34           | Atletas sentadas    | 2ª      |
| 17 de março | 10:00           | Atletas em pé       | 1ª      |
| 17 de março | 13:00           | Atletas em pé       | 2ª      |

## Resultados

### Deficientes visuais
| Pos.              | Nº | Atleta                      | 1ª descida | Pos. | 2ª descida | Pos. | Total   | Diferença |
| ----------------- | -- | --------------------------- | ---------- | ---- | ---------- | ---- | ------- | --------- |
| Medalha de ouro   | 1  | SVK Henrieta Farkasova      | 1:25.44    | 1    | 1:31.21    | 1    | 2:56.65 | 01 !      |
| Medalha de prata  | 2  | AUT Sabine Gasteiger        | 1:28.25    | 2    | 1:33.93    | 2    | 3:02.18 | +5.53     |
| Medalha de bronze | 4  | CAN Viviane Forest          | 1:35.03    | 4    | 1:36.14    | 4    | 3:11.17 | +14.52    |
| 4                 | 11 | GBR Kelly Gallagher         | 1:38.65    | 8    | 1:35.88    | 3    | 3:14.53 | +17.88    |
| 5                 | 3  | ESP Anna Cohi Fornell       | 1:37.12    | 5    | 1:38.54    | 5    | 3:15.66 | +19.01    |
| 6                 | 7  | USA Caitlin Sarubbi         | 1:44.57    | 10   | 1:39.05    | 6    | 3:23.62 | +27.97    |
| 7                 | 12 | AUS Jessica Gallagher       | 1:41.24    | 9    | 1:43.40    | 7    | 3:24.64 | +28.99    |
| 8                 | 5  | USA Danelle Umstead         | 1:37.90    | 7    | 2:03.74    | 8    | 3:41.64 | +45.99    |
| 9                 | 13 | AND Paquita Ramirez Capitan | 2:06.63    | 11   | 2:10.33    | 9    | 4:16.96 | +1:21.31  |
|                   | 15 | AUS Melissa Perrine         | 1:37.57    | 6    | DNF        | -    | -       | -         |
|                   | 8  | SUI Nadja Baumgartner       | 1:33.49    | 3    | DSQ        | -    | -       | -         |
|                   | 14 | CRO Nikolina Santek         | DNS        | -    | -          | -    | -       | -         |
|                   | 9  | BEL Natasha de Troyer       | DNF        | -    | -          | -    | -       | -         |
|                   | 6  | RUS Alexandra Frantseva     | DSQ        | -    | -          | -    | -       | -         |
|                   | 10 | CZE Anna Kuliskova          | DSQ        | -    | -          | -    | -       | -         |

### Atletas sentadas
| Pos.              | Nº | Atleta                   | 1ª descida | Pos. | 2ª descida | Pos. | Total   | Diferença |
| ----------------- | -- | ------------------------ | ---------- | ---- | ---------- | ---- | ------- | --------- |
| Medalha de ouro   | 10 | USA Alana Nichols        | 1:28.04    | 1    | 1:29.53    | 1    | 2:57.57 |           |
| Medalha de prata  | 8  | USA Stephani Victor      | 1:29.49    | 2    | 1:32.29    | 3    | 3:01.78 | +4.21     |
| Medalha de bronze | 6  | JPN Kuniko Obinata       | 1:34.75    | 5    | 1:33.96    | 4    | 3:08.71 | +11.14    |
| 4                 | 1  | JPN Tatsuko Aoki         | 1:33.19    | 3    | 1:35.61    | 6    | 3:08.80 | +11.23    |
| 5                 | 5  | USA Laurie Stephens      | 1:34.56    | 4    | 1:34.60    | 5    | 3:09.16 | +11.59    |
| 6                 | 7  | USA Ricci Kilgore        | 1:40.47    | 9    | 1:36.97    | 7    | 3:17.44 | +19.87    |
| 7                 | 3  | GER Anna Schaffelhuber   | 1:36.13    | 6    | 1:44.16    | 8    | 3:20.29 | +22.72    |
| 8                 | 2  | AUT Claudia Lösch        | 1:51.57    | 12   | 1:31.56    | 2    | 3:23.13 | +25.56    |
| 9                 | 13 | USA Luba Lowery          | 1:41.06    | 10   | 1:45.24    | 9    | 3:26.30 | +28.73    |
| 10                | 4  | SUI Anita Fuhrer         | 1:46.56    | 11   | 1:53.82    | 10   | 3:40.38 | +42.81    |
|                   | 12 | GBR Anna Turney          | 1:38.28    | 7    | DNF        | -    | -       | -         |
|                   | 14 | SWE Linnea Ottosson Eide | 1:40.39    | 8    | DNF        | -    | -       | -         |
|                   | 15 | ISL Erna Fridriksdottir  | 2:00.62    | 13   | DNF        | -    | -       | -         |
|                   | 9  | JPN Yoshiko Tanaka       | DNS        | -    | -          | -    | -       | -         |
|                   | 11 | GBR Jane Sowerby         | DSQ        | -    | -          | -    | -       | -         |

### Atletas em pé
| Pos.              | Nº | Atleta                           | 1ª descida | Pos. | 2ª descida | Pos. | Total   | Diferença |
| ----------------- | -- | -------------------------------- | ---------- | ---- | ---------- | ---- | ------- | --------- |
| Medalha de ouro   | 5  | CAN Lauren Woolstencroft         | 1:15.62    | 1    | 1:18.41    | 1    | 2:34.03 |           |
| Medalha de prata  | 10 | GER Andrea Rothfuss              | 1:21.18    | 3    | 1:20.42    | 2    | 2:41.60 | +7.57     |
| Medalha de bronze | 11 | SVK Petra Smarzova               | 1:20.73    | 2    | 1:20.90    | 3    | 2:41.63 | +7.60     |
| 4                 | 2  | CAN Karolina Wisniewska          | 1:21.95    | 4    | 1:22.08    | 4    | 2:44.03 | +10.00    |
| 5                 | 14 | SVK Iveta Chlebakova             | 1:22.45    | 5    | 1:22.60    | 6    | 2:45.05 | +11.02    |
| 6                 | 1  | FRA Solene Jambaque              | 1:23.41    | 8    | 1:22.52    | 5    | 2:45.93 | +11.90    |
| 7                 | 4  | FRA Marie Bochet                 | 1:22.70    | 6    | 1:24.07    | 7    | 2:46.77 | +12.74    |
| 8                 | 12 | ITA Melania Corradini            | 1:23.73    | 9    | 1:24.55    | 8    | 2:48.28 | +14.25    |
| 9                 | 8  | USA Allison Jones                | 1:23.07    | 7    | 1:29.19    | 11   | 2:52.26 | +18.23    |
| 10                | 3  | AUT Marina Perterer              | 1:27.32    | 10   | 1:26.69    | 10   | 2:54.01 | +19.98    |
| 11                | 13 | CAN Arly Fogarty                 | 1:28.90    | 12   | 1:26.68    | 13   | 2:55.58 | +21.55    |
| 12                | 15 | CAN Melanie Schwartz             | 1:30.42    | 13   | 1:29.05    | 12   | 2:59.47 | +25.44    |
| 13                | 21 | RUS Elena Kudyakova              | 1:31.24    | 14   | 1:28.32    | 9    | 2:59.56 | +25.53    |
| 14                | 22 | ROU Laura Valeanu                | 1:35.21    | 15   | 1:30.83    | 14   | 3:06.04 | +32.01    |
| 15                | 18 | USA Hannah Pennington            | 1:40.82    | 16   | 1:37.58    | 15   | 3:18.40 | +44.37    |
| 16                | 23 | GRE Paraskevi Christodoulopoulou | 2:32.76    | 17   | 2:19.78    | 16   | 4:52.54 | +2:18.51  |
|                   | 17 | AUT Karin Fasel                  | 1:27.72    | 11   | DNF        | -    | -       | -         |
|                   | 6  | RUS Inga Medvedeva               | DNF        | -    | -          | -    | -       | -         |
|                   | 7  | FRA Nathalie Tyack               | DNF        | -    | -          | -    | -       | -         |
|                   | 16 | USA Elitsa Storey                | DNF        | -    | -          | -    | -       | -         |
|                   | 20 | FIN Katja Saarinen               | DNF        | -    | -          | -    | -       | -         |
|                   | 19 | ESP Ursula Pueyo Marimon         | DSQ        | -    | -          | -    | -       | -         |
|                   | 24 | ARM Gayane Usnyan                | DSQ        | -    | -          | -    | -       | -         |
|                   | 9  | CAN Andrea Dziewior              | DNS        | -    | -          | -    | -       | -         |

## Legenda
| Q   | Classificado (Qualified)       |
| DNS | Não largou (Did not start)     |
| DNF | Não terminou (Did not finish)  |
| DSQ | Desclassificado (Disqualified) |